# Kwietniewo (przystanek kolejowy)
Kwietniewo – zlikwidowany w 1945 roku przystanek osobowy w Kwietniewie na linii kolejowej Elbląg – Myślice, w województwie warmińsko-mazurskim.